# Christine Saarukka
Eva Christine Saarukka, född 19 mars 1948 i Gamlakarleby, död 30 april 2017 i Helsingfors, var en finlandssvensk journalist. Hon studerade vid Åbo Akademi (politices kandidat 1973) och arbetade från 1975 på Rundradion, vid Finlands svenska television. Hon blev känd från flera TV-program, i synnerhet Söndagsöppet.
Christine Saarukka var gift med journalisten Peter Turtschaninoff 1976–1983. Författaren Maria Turtschaninoff är deras dotter.